# Joseph Louis Benoit Kemmerich
Joseph Louis Benoit Kemmerich (geboren am 25. Februar 1868 in Lüttich; gestorben am 20. Oktober 1933 vermutlich in Göttingen) war ein deutsch-belgischer Bildhauer, Maler und akademischer Zeichenlehrer.

## Leben
Josef Kemmerich war ein unehelicher Sohn einer aus Köln stammenden deutschen Mutter. Zu seinem Geburtstag gibt es unterschiedliche Angaben, den 4., 5., 6. oder 25. Februar 1868.  Er studierte Bildhauerei an der Académie royale des beaux-arts in Lüttich und bei Charles van der Stappen an der Académie Royale des Beaux-Arts in Brüssel. Bereits auf der Brüssler „Exposition triennale des beaux-arts“ in den Jahren 1900 und 1903 war er mit seinen Werken vertreten. Als der Brüssler Gemeinderat am 11. Juni 1902 einen Aufruf an belgische Künstler startete, um einen monumentalen Brunnen auf einem der öffentlichen Plätze von Saint-Josse auszuführen, erhielt Kemmerich gemeinsam mit dem Architekten Jean Philippe Léon Sneyers (1877–1948/49) den Zuschlag. Der Brunnen wurde am 5. Juni 1909 eingeweiht.
Seit 1904 beschickte er den Salon de Paris und den Salon de Bruxelles mit Figurengruppen und Porträtbüsten. Auch 1907 auf der Biennale di Venezia waren Skulpturen von ihm zu sehen. Im Jahr 1909 erhielt er im Brüssler Salon den ersten Preis für eine bronzene Brunnenskulptur. Zwei seiner Zeichnungen waren 1910 auf der Weltausstellung in Brüssel ausgestellt.
Im November 1919 wurde er gemeinsam mit vier weiteren Personen vom „obersten Belgischen Gericht wegen Kollaboration mit der deutschen Verwaltung im Ersten Weltkrieg zum Tode verurteilt“. Die anderen waren der Handlungsreisende Herman-Hugo Rosenbaum (* 22. Dezember 1878 in Hamburg), der Journalist Henri-François-Joseph Belvaux, genannt „Marc de Salm“ (* 24. Juli 1871 in Verviers), der Typograf Henri-Jean Kersten (* 16. April 1861 in Fischein) und der Mediziner Jules-Alexandre-Gustave-Alfred Bussens, genannt „Maxime Bensus“ (* 12. März 1864 in Schaerbeek). Sie hatten sich an der Herausgabe des pro-deutschen Magazins Le Bruxellois beteiligt. In einer Zeitung hieß es:

« Sont tous les cinq condamnés à La Peine De Mort pour crime contre la sûreté de l’Etat »

„Alle fünf werden wegen Verbrechen gegen die Sicherheit des Staates zum Tode verurteilt.“

Um der Vollstreckung zu entgehen, flüchtete er nach Deutschland. Die Universitätsverwaltung der Universität Göttingen, der diese Tatsache bekannt war, ernannte Kemmerich 1921 zum Nachfolger des 1920 verstorbenen akademischen Zeichenlehrers Otto Peters. Kemmerich fertigte 1921 einen Entwurf für eine Skulpturengruppe für ein geplantes Ehrenmal für die im Ersten Weltkrieg gefallenen Angehörigen der Göttingen Universität. In den Jahren 1922 bis 1924 schuf er aus Dolomitsteinblöcken unentgeltlich ein Monument nach seinem Entwurf, das am 23. November 1924 eingeweiht wurde. Auf seinen Wunsch hin spielte das Armeeorchester bei der Einweihungsfeier die Musik vom Vorspiel zum zweiten Akt von Richard Wagners Werk Die Walküre. Kemmerich gehörte bis zu seinem Tod 1933 zum Lehrkörper der Universität.

## Werke (Auswahl)
Figurengruppen und Porträtbüsten in Bronze:
- 1903: Mann mit Hammer und Angoscia (Salon Triennal des Beaux-Arts und 1907 Biennale di Venezia)
- 1906: Le coup de collier (Figurengruppe)[8]
- Gestürztes Pferd
- Steinwerfer

Kunststein
- 1903: Statue „Not“ (Salon Triennal des Beaux-Arts)

Denkmäler und Skulpturen auf öffentlichen Plätzen
- Entwurf für ein Denkmal für den Mystiker Johannes Ruysbroeck.
- 1909: Le-Bocq-Denkmal, Brunnenskulptur (französisch Fontaine des Eaux du Bocq) in Brüssel,[2] 1920 entfernt und eingeschmolzen
- 1921–1924: Kriegerdenkmal der Universität Göttingen